# Prinzessin mit der Laus
Prinzessin mit der Laus ist ein Fragment eines Märchens (ATU 621). Es stand in den Kinder- und Hausmärchen der Brüder Grimm nur in der 1. Auflage von 1812 zusammen mit drei anderen unter dem Obertitel Fragmente an Stelle 85 (KHM 85b), später im Anmerkungsband als Bruchstück Die Laus.

## Inhalt
Eine Prinzessin ist so extrem reinlich, dass eine Laus von ihrem Kopf als Wunder auf Kalbsgröße großgezogen wird. Als die Laus stirbt, lässt sich die Prinzessin aus dem Fell ein Kleid machen und fragt jeden Freier, woraus es ist. (Der Text endet mit der Andeutung, dass es einer endlich herausfindet.)

## Herkunft, Anmerkung, Vergleiche
Die Brüder Grimm hatten das Schwankmärchen wohl von Marie Hassenpflug. Ihre Anmerkung vergleicht KHM 52 König Drosselbart und in Giambattista Basiles Pentameron I,5 Der Floh.
Vergleiche auch KHM 22 Das Rätsel, KHM 71 Sechse kommen durch die ganze Welt, KHM 114 Vom klugen Schneiderlein, KHM 134 Die sechs Diener, KHM 181 Das Meerhäschen.

## Parodie
In Janoschs Parodie bewahrt der König eine Laus auf, weil sie von seiner Tochter ist, und die Läuse vermehren sich und wachsen, bis die Menschen auf ihnen leben statt umgekehrt.